# José Arnáiz
Pour les articles homonymes, voir Arnaiz et Diaz.
José Manuel Arnáiz Díaz, né le 15 avril 1995 à Talavera de la Reina (province de Tolède, Espagne), est un footballeur espagnol qui évolue au poste d'ailier droit au CA Osasuna.

## Biographie
À l'âge de 18 ans, José Arnáiz débute en Troisième division en 2013 avec le club de sa ville natale, l'Unión Deportiva Talavera.
Le 6 mai 2013, il est recruté par le Real Valladolid pour jouer avec l'équipe junior. Le 7 novembre 2015, il débute en équipe première lors d'un match de championnat de D2 face au CD Leganés. Il continue cependant à jouer avec l'équipe réserve avec laquelle il marque 11 buts.
En été 2016, il intègre l'équipe première de façon définitive. Il marque son premier but en D2 le 21 août 2016 face au Real Oviedo (victoire 1 à 0 de Valladolid). Lors de la saison 2016-2017, Arnáiz joue un total de 35 matches en championnat, il marque 12 buts et donne 3 passes décisives.
Le 28 août 2017, José Arnáiz est recruté par le FC Barcelone pour une somme de 3,5 M€ afin de jouer avec l'équipe réserve en D2. Ses bonnes performances attirent l'attention de l'entraîneur de l'équipe première Ernesto Valverde.
Il marque lors de son premier match avec l'équipe première du FC Barcelone le 24 octobre 2017 face au Real Murcie en Coupe du Roi (victoire 3 à 0). Lors du match retour au Camp Nou le 29 novembre 2017, José Arnáiz marque son deuxième but pour sa deuxième apparition en équipe première (victoire 5-0). Grâce à une magnifique talonnade de Denis Suárez, Arnáiz en profite pour flinguer au fond des filets.
Le 4 janvier 2018, Arnáiz est titulaire lors du 1/8e de finale de Coupe du Roi face au Celta de Vigo. Il ouvre la marque en 1re mi-temps.
Le 7 janvier 2018, Arnáiz débute en première division lors de la 18e journée face à Levante UD (victoire 3 à 0).
En août 2018, il est transféré au CD Leganés.
En janvier 2020, Arnáiz est prêté au CA Osasuna.

## Palmarès
- Champion d'Espagne en 2018
- Vainqueur de la Coupe d'Espagne en 2018